# Elousa psegmapteryx
Elousa psegmapteryx là một loài bướm đêm trong họ Erebidae.